# Andrea Neumann

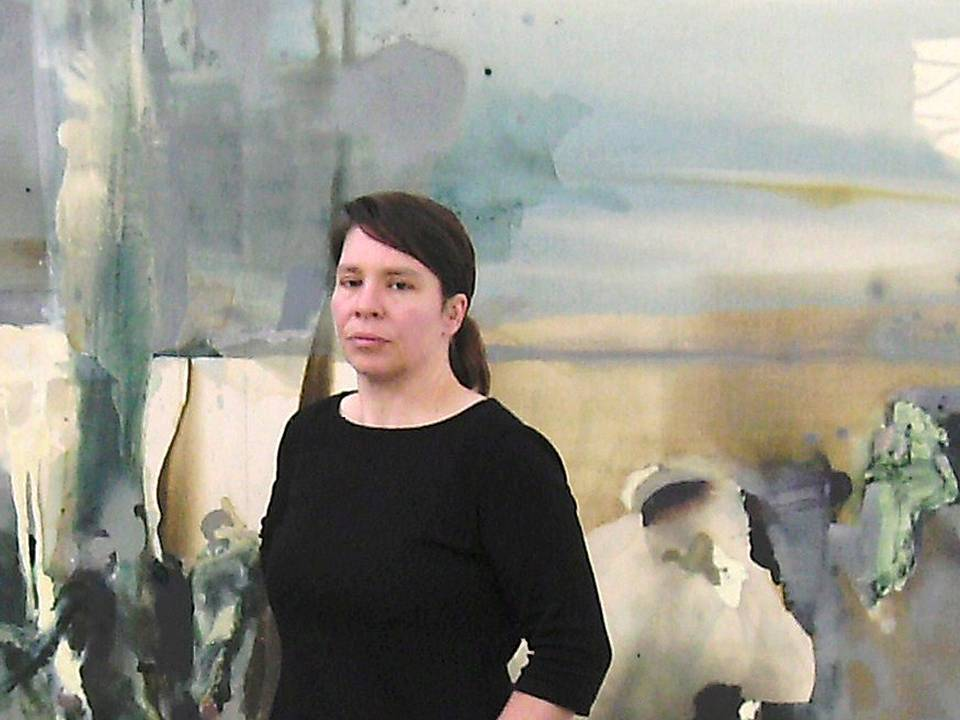
Andrea Neumann (2012)

Andrea Neumann (* 5. Juni 1969 in Stuttgart; † 19. August 2020 in Winnenden) war eine deutsche Bildende Künstlerin.

## Vita
Ihre Kindheit und Jugend verbrachte Andrea Neumann in Stuttgart, Aichwald und in Schorndorf. 1988 legte sie am Max-Planck-Gymnasium in Schorndorf ihr Abitur ab. Von 1991 bis 1996 studierte sie an der Hochschule der Bildenden Künste Saar in Saarbrücken im Fach „Freie Kunst“ bei den Professoren Bodo Baumgarten und Jo Enzweiler. 1996 schloss sie ihr Studium mit einem Diplom in der Fachrichtung Malerei ab. Seit diesem Zeitpunkt arbeitete Neumann als freischaffende Künstlerin. Von 2008 an nahm sie einen Lehrauftrag an der Hochschule der Bildenden Künste Saar wahr.
Andrea Neumann lebte mit ihrer Tochter in dem lothringischen Ort Spicheren und arbeitete in ihrem Saarbrücker Atelier.

## Ehrenamtliche Tätigkeiten
Andrea Neumann war von 2005 bis 2010 Vorstandsmitglied des Saarländischen Künstlerbundes. Von 2008 bis 2010 war sie Vorstandsmitglied des Saarländischen Künstlerhauses, seit 2010 war sie dessen stellvertretende Vorsitzende.

## Werk

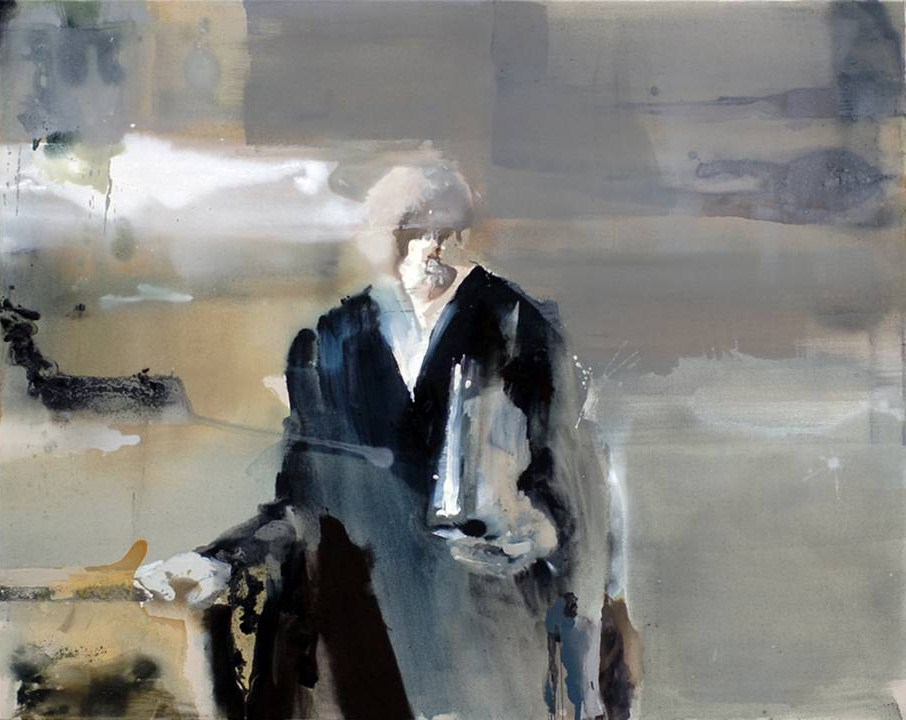
Revision (Eitempera auf Baumwolle, 120 × 150 cm, 2011)

In Zeiten, die in der Bildenden Kunst von dem „neuen Malen“, der Videokunst, geprägt waren, entschied sich Andrea Neumann für die tradierte figurative und gegenständliche Malerei. Dabei greift sie wiederum die technische Tradition alter Meister auf, indem sie mit Farben arbeitet, die sie aus Eigelb, Leinöl und Wasser herstellt. Ihr bevorzugtes Thema war der Mensch und dessen Aktivitäten. Ihre Farbpalette weist überwiegend natürliche, gedämpfte Farben auf, diffuse und durchscheinende Sujets beherrschen ihre Arbeiten. Cornelieke Lagerwaard beschreibt dies folgendermaßen: „Andrea Neumann inszeniert nicht, denn sie legt Momente fest, die sie im Alltag vorfindet. Fotos bildeten einen wichtigen Teil des Bildfindungsprozesses, aber sie sind nur dessen Anfang. Im Laufe der malerischen Umsetzung übersteigt das Ergebnis die Realität. Allerdings macht die Künstlerin in ihren Bildern deutlich, dass auch die Realität bloß eine Idee ist.“

## Ehrungen - Auszeichnungen
- 2002 Förderpreis der Landeshauptstadt Saarbrücken
- 2005 Bilaterale Künstlerresidenz Luxembourg-Saarbrücken
- 2010 Kulturpreis für Kunst des Regionalverbandes Saarbrücken
- 2010 Prix Pierre Werner (Ministère de la Culture Luxembourg et Cercle Artistique de Luxembourg)
- 2016 Arbeitsstipendium Schloss Wiepersdorf

## Ausstellungen (Auswahl)

### Einzelausstellungen
- 2005 Tages-Schau - heimliche Landschaften (Saarländisches Künstlerhaus, Saarbrücken)
- 2008 snowman's land (Galerie der Stadt Wendlingen a.N.)
- 2008 Claim (Galerie Börgmann - Kunstbunker 303, Kevelaer)
- 2008 flüchtig - éphémère (Galerie K4, Saarbrücken)
- 2009 Zwischenraum (Kunstverein Speyer, Speyer)
- 2009 Werktag (Kunstverein Dillingen, Dillinger Schloss, Dillingen/Saar)
- 2010 Partie (Galerie Brötzinger Art, Pforzheim)
- 2011 Nachbilder (Contemporaneum, Oberbillig)
- 2012 VICE VERSA (Stadtmuseum St. Wendel im Mia-Münster-Haus, St. Wendel)
- 2013 Seitwärtsgang (Saarländische-Galerie-Europäisches Kunstforum Berlin)
- 2016 abkommen (Städtische Galerie Neunkirchen/Saar)
- 2021 Zeitspannen (Städtische Galerie Neunkirchen/Saar)

### Gruppenausstellungen
- 2007 Prix d’Art Robert Schuman (Stadtmuseum Simeonstift Trier, Trier)
- 2007 A travers champs (gemeinsam mit Natascha Pötz und Maja Sokolova) (Centre d’Art Contemporain du Luxembourg Belge, Florenville, Belgien)
- 2009 Art venture (Galerie Miejska bwa Bydgoszcz, Polen)
- 2014 Diagonale 45 (Pavillon du Centenaire ArcelorMittal, Esch-sur-Alzette, Luxembourg)
- 2016 Transposition (E-Werk, Freiburg)
- 2017 Histoires d’Art 1992–2017 (Prix Pierre Werner, Cercle Cité, Luxemburg (Stadt))

## Arbeiten in öffentlichen Sammlungen (Auswahl)
- Saarlandmuseum, Saarbrücken
- Stiftung für Fruchtmalerei und Skulptur, Heidelberg
- Landtag des Saarlandes, Saarbrücken
- Leibniz-Zentrum für Informatik im Schloss Dagstuhl, Wadern
- Saarland-Sporttoto GmbH, Saarbrücken
- Bischöfliches Dom- und Diözesanmuseum, Trier
- Deutsche Bundesbank, Hauptverwaltung Mainz
- Kultusministerium des Saarlandes, Saarbrücken
- Vertretung des Saarlandes beim Bund, Berlin
- Landeshauptstadt Saarbrücken